# 씨 오브 시브즈
《씨 오브 시브즈》(Sea of Thieves)는 레어가 개발하고 엑스박스 게임 스튜디오가 배급한 액션 어드벤처 게임으로, 윈도우, 엑스박스 원을 대상으로 2018년 3월 20일 출시되었다.
이 게임을 통해 플레이어들은 선박의 종류에 따라 혼자서 또는 최대 4명까지 조를 이루어 가공 세계의 바다를 항해하는 해상강도 역할을 맡으며 게임플레이는 일인칭 시점에서 진행된다. 게임은 협업 전투, 플레이어 대 플레이어 전투를 모두 제공하며 엑스박스 원과 윈도우 간 크로스플랫폼 플레이를 포함하고 있다.
출시 후 씨 오브 시브즈는 비평가들로부터 엇갈린 평가를 받았다. 비평가들은 게임 플레이와 스타일, 특히 게임의 항해 구조 부분에 좋은 평가를 주었다. 그러나 비평가들 대부분은 이 게임이 런칭 콘텐츠 부족을 지적했으며 총 매매가 태그에 대해 비판하였다. 그 외에 반복적인 퀘스트 디자인과 성능 문제도 지적되었다.

## 게임플레이
씨 오브 시브즈는 일인칭 관점에서 플레이되는 해상강도 주제의 액션 어드벤처 협동 플레이 게임이다. 마이크로소프트 윈도우 기반 개인용 컴퓨터와 엑스박스 원 비디오 게인 콘솔 간 크로스 플랫폼 플레이가 가능하다. 플레이어 그룹이 해적선을 타고 오픈 월드를 여행하고 탐험하며 조종, 돛 올리기, 내비게이션, 포탄 발사 등 각기 다른 역할을 맡게 된다.

## 평가
리뷰 애그리게이터 메타크리틱에 따르면 씨 오브 시브즈는 비평가들로부터 복합적인 평가를 받았다. 많은 사람들이 게임의 콘텐츠 부족을 지적하고, 레어의 풀 프라이스 결정을 비판하였다.